# Smicha
Smicha, semicha (z hebr. סמיכה, nałożenie rąk) – w prawie rabinicznym przekazanie władzy sądowniczej. 

## Znaczenie w tradycjijudaistycznej
Pierwszego przekazania dokonał Jahwe, dając Mojżeszowi Torę. Następnie Mojżesz, z boskiego polecenia, przekazał tę władzę, przez nałożenie rąk, Jozuemu. Później władza przechodziła nieprzerwanie przez starszyznę (sędziów – aż do Samuela), proroków, Wielkie Zgromadzenie (ostatnim ze Zgromadzenia był Szymon Sprawiedliwy), Antygona z Socho, zugot aż do tannaitów. Dla tych ostatnich używano tytułu rabi w Palestynie i raw w Babilonii. Ciągłości smichy zagroziły prześladowania po powstaniach żydowskich i ta instytucja ostatecznie zanikła w IV wieku. Kabaliści zgromadzeni w Safed próbowali ją przywrócić w 1538, ale napotkali opór rabina Jerozolimy. 
W 2004 izraelscy ortodoksyjni rabini różnych grup zebrali się w celu przywrócenia Sanhedrynu w Tyberiadzie. Smichę otrzymał od nich rabin Mojżesz Halberstam. 

## Znaczenie współczesne
Obecnie termin „smicha” jest używany na określenie egzaminu z halachy, który przechodzą osoby ubiegające się o kompetencje rabina, a także certyfikatu potwierdzającego takie kompetencje (סמיכה לרבנות, smicha le-rabanut). 